# 吉田晴登
吉田 晴登（よしだ はると、2000年12月15日 - ）は、日本の俳優、タレントである。東京都出身。BOOSTAR ENTERTAINMENT所属。かつてはクラージュキッズに所属していた。

## 人物
趣味：将棋、タロットカード、カラオケ、古着巡り、アクション
特技：乗馬、殺陣、所作
ウルトラシリーズは学生時代にウルトラマンゼロ、『ウルトラマンギンガ』『ウルトラマンX』などを観ていたという。

## 出演

### テレビドラマ
- 親父がくれた秘密〜下荒井5兄弟の帰郷〜（2012年9月12日、テレビ東京）
- シングルマザーズ（2012年、NHK総合）
- 同窓生〜人は、三度、恋をする〜（2014年、TBS） - 柳健太（幼少期） 役
- 大河ドラマ 軍師官兵衛（2014年、NHK） - 市松 役
- 土曜ワイド劇場 逆転報道の女2（2013年3月23日、テレビ朝日） - 十朱達也（幼少期） 役
- コドモ警視（2013年、MBS制作・TBS）
- 希望ヶ丘の人びと（2016年、WOWOW）‐ 中学生の永ちゃん 役
- 相棒 season15 第9話（2016年12月7日、テレビ朝日） - 角田六郎 役
- 犯罪症候群 Season1 第1話 - 第3話（2017年4月8日 - 22日、東海テレビ/WOWOW共同制作・フジテレビ） - 犯人 役
- 緊急取調室 SECOND SEASON 第2話（2017年4月27日、テレビ朝日） - 糸山恵太（15歳） 役[4]
- 先に生まれただけの僕（2017年10月 - 12月、日本テレビ） - 青木哲二 役
- 明日の約束（2017年、関西テレビ・フジテレビ）
- 中学聖日記（2018年、TBS） - 3年1組のクラスメイト 役[5]
- コールドケース2 〜真実の扉〜 第2話（2018年10月20日、WOWOW） ‐ 藤原（青年期） 役
- きのう何食べた？ 第10話（2019年6月15日、テレビ東京） ‐ 矢吹賢二（青年期） 役
- ベビーシッター・ギン！（2019年、NHK BSプレミアム）
- シャーロック アントールドストーリーズ（2019年、フジテレビ）
- 世にも奇妙な物語'19 秋の特別編（2019年11月9日、フジテレビ）[6]
- 先生を消す方程式。（2020年10月31日 - 12月19日、テレビ朝日） - 松永春希 役
- 女子高生、僧になる。（2023年9月18日 - 10月23日、MBS） - 藤代日向 役[7]
- 晩酌の流儀2 第12話（2023年9月23日、テレビ東京） - 早乙女 役[8]
- たとえあなたを忘れても 第2話（2023年10月29日、朝日放送テレビ・テレビ朝日） - 近藤亘 役
- おっさんのパンツがなんだっていいじゃないか! 第4話・第5話・第7話（2024年1月27日・2月3日・18日、東海テレビ・フジテレビ） - 五十嵐大地の友人 役
- 25時、赤坂で 第7話・第8話（2024年5月31日・6月7日、テレビ東京） - 関水 役
- なんで私が神説教（2025年4月12日 - 6月14日、日本テレビ） - 宮沢圭太 役[9]
- ウルトラマンオメガ（2025年7月5日 - 、テレビ東京）- ホシミコウセイ 役[10]

### 配信ドラマ
- 福家堂本舗-KYOTO LOVE STORY-（2016年12月7日、Amazonプライム・ビデオ） - 宮迫健司（幼少期） 役
- シックスティーン症候群（2020年、FOD） - 白石 役

### バラエティ
- Oh!どや顔サミット（ABC朝日放送制作・テレビ朝日）
- 命をのばすワザ百科事典SP 再現VTR（日本テレビ）
- ウルトラマンDASH!!（日本テレビ）
- ネプリーグ（フジテレビ）
- 魔女たちの22時 再現VTR（日本テレビ）
- 人生が変わる1分間の深イイ話 再現VTR（日本テレビ）
  - 人生が変わる1分間の深イイ話 教育SP再現VTR（日本テレビ）
- ピラメキーノ（テレビ東京）
- サマバケキッズの冒険（テレビ東京）
- 今年のプロ野球を楽しむ12の方法（NHK BS1）
- ウルトラゾーン（テレビ神奈川）
- ファミリーヒストリー #145「三木谷浩史」篇（NHK総合） - 4代目・治兵衛（少年時代） 役
- 1番だけが知っている 再現VTR（TBS） - 太田三砂貴さん（青年期） 役
- 逆転人生 「離島の高校」篇（NHK総合）
- ぐるぐるナインティナイン 再現VTR（日本テレビ）

### 映画
- 宇宙刑事ギャバン THE MOVIE（2012年10月20日、金田治監督、東映） - 遠矢（幼少期） 役
- 円卓 こっこ、ひと夏のイマジン（2014年6月21日、行定勲監督、東宝映像事業部） - ぽっさんのお兄さん 役
- 劇場版 カードファイト!! ヴァンガード 3つのゲーム（2014年9月13日、元木隆史監督、松竹） - 戸田郁太郎 役
- 蜩ノ記（2014年10月4日、小泉堯史監督、東宝） - 戸田郁太郎 役
- トワイライト ささらさや（2014年11月8日、深川栄洋監督、ワーナー・ブラザース映画） - ユウタロウ（幼少期） 役
- 宇宙兄弟（2014年11月8日、森義隆監督、東宝） - 航大（幼少期） 役
- 金メダル男（2016年10月22日、内村光良監督、ショウゲート） - 陸上部員 役
- 疾風ロンド（2016年11月26日、吉田照幸監督、東映） - 佐藤翔太 役
- honey（2018年3月31日、神徳幸治監督、東映） - 松井治 役
- うたた寝の少女（2018年、山羊博之監督）[11]
- 私の卒業 -第4期- 18歳、つむぎます（2023年3月24日、北川瞳監督） - 藤井大成 役
- ただ、あなたを理解したい（2024年2月23日、碓井将大監督、ギグリーボックス）[12]
- 6人ぼっち（2025年5月2日、宗綱弟監督） - 飯島祐太郎 役[13]
- 温帯の君へ（2025年5月31日、宮坂一輝監督） - 相馬享洋 役[14]

### Vシネマ
- ドライブサーガ 仮面ライダーチェイサー（2016年） - 田宮洋 役

### CM
- ベネッセ 進研ゼミアプリ
- 日本ハム 強いカラダをつくる、は終わらない。「食べること」篇
- マクドナルド マックフルーリー ブラックサンダー「電撃復活」篇
- シスコ「TOKYO2020」

### 舞台
- せまい世界のせつない生活（2020年）
- 僕らは恋をしなければならない（2021年）
- すこたん！（2021年） - フカザワアオイ 役
- くらげの論壇（2022年）
- 痩せた背中（2022年）
- ここだけの話（2023年）
- ハイスクール・ハイ・ライフ3（2024年）[15]

### 玩具
- ウルトラマンオメガ メテオカイジュウシリーズ01 DXレキネス（2025年7月19日）
- ウルトラマンオメガ メテオカイジュウシリーズ02 DXトライガロン（2025年8月16日）